# Aspidelectra orientalis
Aspidelectra orientalis är en mossdjursart som beskrevs av Liu och Ed F. Wass 2000?. Aspidelectra orientalis ingår i släktet Aspidelectra och familjen Electridae. Inga underarter finns listade i Catalogue of Life.